# Badi az-Zaman
Badi' az-Zaman Mirza (persa: بدیع الزمان; murió 1517/1515 ) fue el gobernador timúrida de Herat desde 1506 a 1507. Fue hijo de Husayn Bayqara, quien era un tataratataranieto de Timur Beg.

## Biografía
Durante la década de 1490, estalló un conflicto entre Badi' y su padre. Husayn había transferido a Badi' de su gobernación en Astarabad, actual Gorgan, a Balkh, y luego pasó por alto al hijo de Badi', Muhammad Mu'min, para reemplazarlo. Enojado por esto, Badi' se alzó en rebelión. Fue derrotado, y casi al mismo tiempo fue ejecutado su hijo, que había sido encarcelado en Herat. Husayn hizo las paces con su hijo, pero la tensión se mantuvo entre los dos, y en 1499 Badi 'sitió Herat.
En 1506 murió Husayn, y Badi' tomó el trono. Sin embargo, rápidamente se vio envuelto en un conflicto con su hermano Muzaffar Husain. En medio de esto, los uzbekos bajo Muhammad Shaybani estaban amenazando el reino. Babur, quien había marchado desde Kabul en un esfuerzo por ayudar a Husayn, llegó a Herat y se quedó allí por un tiempo, pero notó la debilidad de los hermanos y se retiró sin luchar contra los uzbekos. El año siguiente, los uzbekos capturaron Herat, poniendo fin al gobierno de Timurida allí, y los hermanos huyeron. Muzaffar murió poco después. Badi' fue a Kandahar para reunir fuerzas y marchó contra los uzbekos, pero fue derrotado. Luego se refugió en la corte de Ismail I de Persia, donde recibió tierras alrededor de Tabriz y 3650 shorafinas de oro al año. Ayudó a influir en la decisión de Ismail de emprender una expedición contra los uzbekos en 1510. Badi' permaneció siete años en Tabriz hasta que fue conquistada por el sultán otomano Selim I, momento en el que viajó a Estambul, donde murió durante la plaga (1514).